# 마니와군

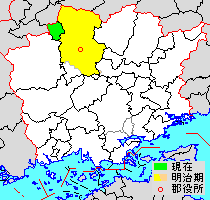
마니와군의 위치

마니와군(일본어: 真庭郡)은 일본 오카야마현 북부에 위치하는 군으로 최북단은 돗토리현에 접한다.
인구 698명, 면적 67.11km², 인구밀도 10.4명/km².(2025년 3월 1일, 추계인구)
이하 1촌으로 구성된다.
- 신조촌(新庄村)

## 역사
- 2005년 3월 31일 - 오치아이 정, 가쓰야마 정, 구세 정, 유바라 정, 가와카미 촌, 주카 촌, 미카모 촌, 야쓰카 촌이 조보 군 호쿠보 정과 합병해 마니와시가 되었다.